# Палант
Пала́нт (фр. Palante) — коммуна во Франции, находится в регионе Франш-Конте. Департамент — Верхняя Сона. Входит в состав кантона Люр-Сюд. Округ коммуны — Люр.
Код INSEE коммуны — 70403.

## География
Коммуна расположена приблизительно в 340 км к юго-востоку от Парижа, в 65 км северо-восточнее Безансона, в 33 км к востоку от Везуля.

## Население
Население коммуны на 2010 год составляло 183 человека.
| 1962 | 1968 | 1975 | 1982 | 1990 | 1999 | 2010 |
| ---- | ---- | ---- | ---- | ---- | ---- | ---- |
| 106  | 103  | 103  | 124  | 164  | 156  | 183  |

## Экономика
В 2010 году среди 136 человек трудоспособного возраста (15—64 лет) 89 были экономически активными, 47 — неактивными (показатель активности — 65,4 %, в 1999 году было 69,2 %). Из 89 активных жителей работали 74 человека (43 мужчины и 31 женщина), безработных было 15 (6 мужчин и 9 женщин). Среди 47 неактивных 11 человек были учениками или студентами, 20 — пенсионерами, 16 были неактивными по другим причинам.

## Фотогалерея

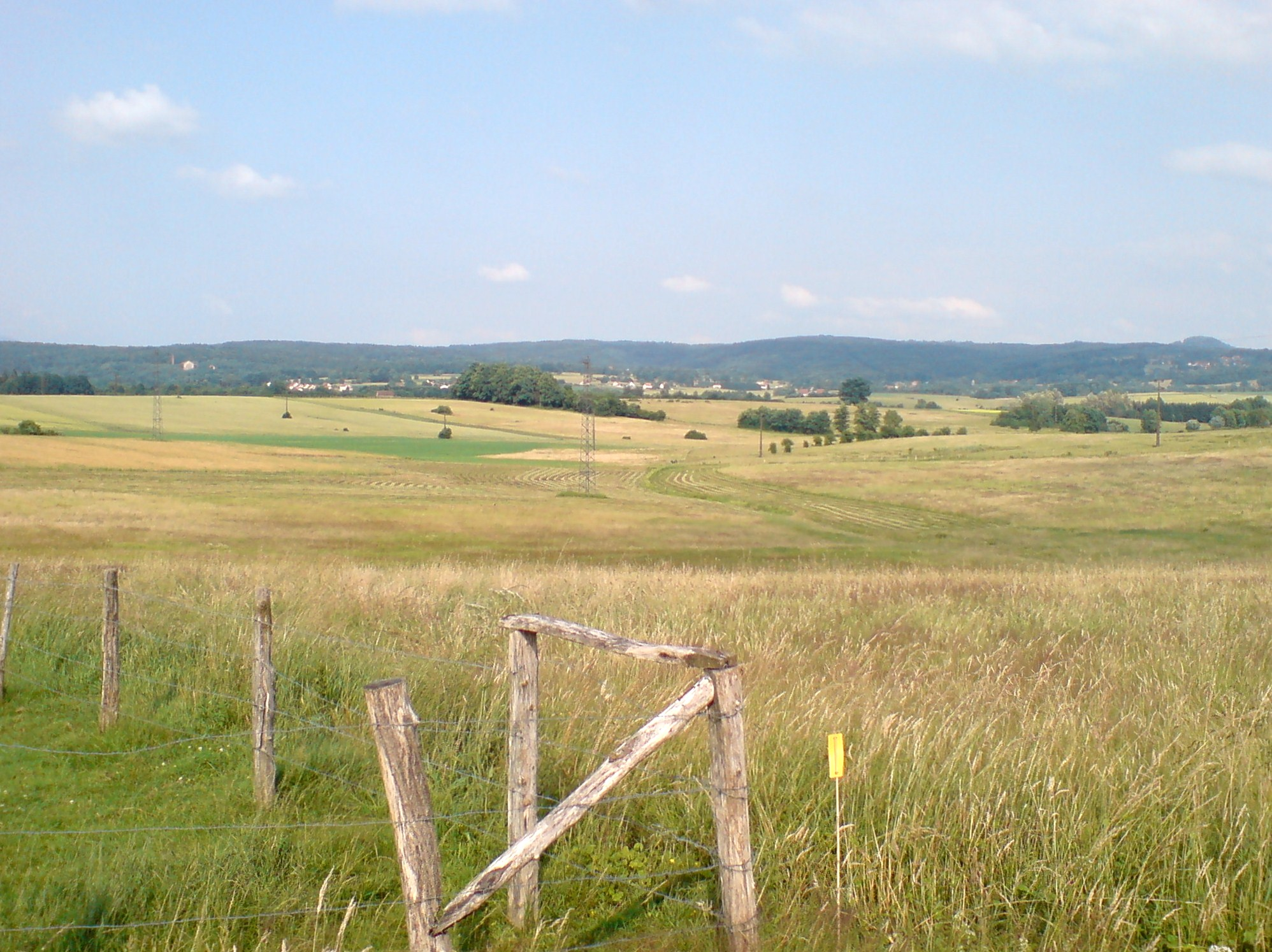
Ландшафт около Паланта
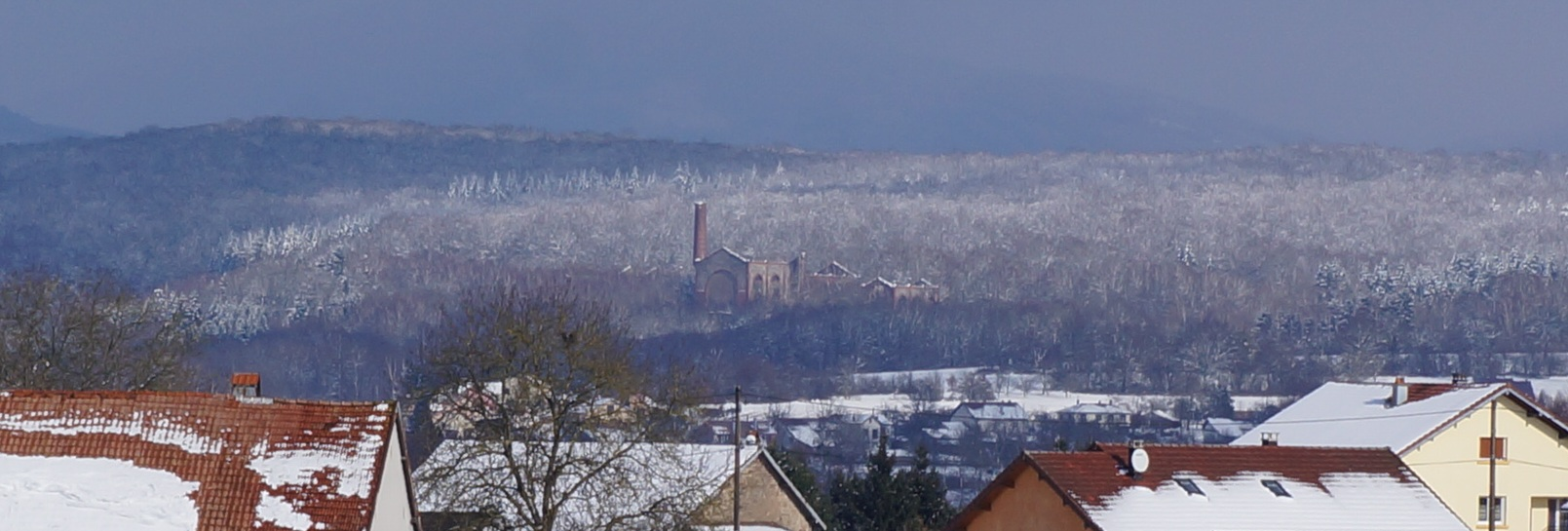
Руины шахты Артюр-де-Бюйе
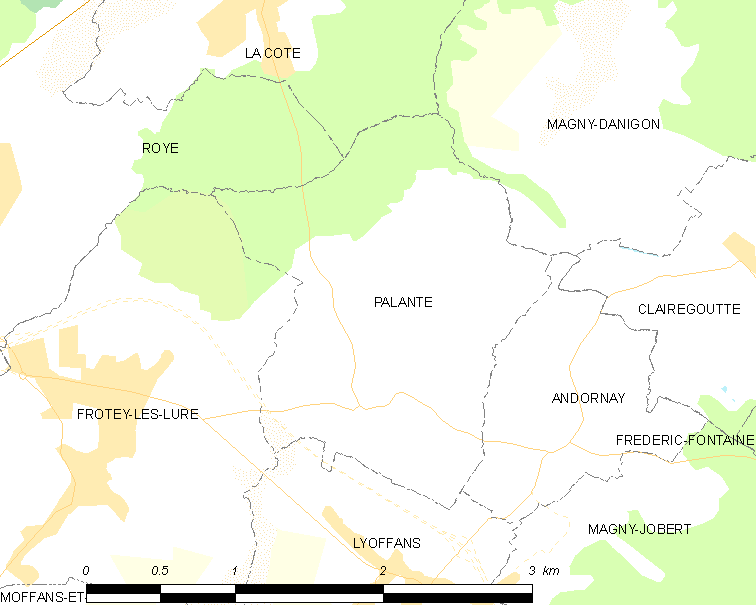
Карта коммуны